# Lord of the Flies (chanson)
Pour les articles homonymes, voir Lord of the Flies.
Singles de Iron Maiden
Man on the Edge Virus
Lord of the Flies est un single du groupe de heavy metal britannique Iron Maiden. C'est la deuxième piste du dixième album studio et premier avec Blaze Bayley, The X Factor, sorti en 1995. Les faces B du single sont deux reprises des groupe UFO et The Who.

## Pistes
1. Lord of the Flies – 5:04
2. My Generation (reprise de The Who) – 3:38
3. Doctor Doctor (reprise d'UFO) – 4:50

## Crédits
- Blaze Bayley – chant
- Dave Murray – guitare
- Janick Gers – guitare
- Steve Harris – basse
- Nicko McBrain – batterie